# Suceso Luengo
María del Buen Suceso Luengo de la Figuera (La Bóveda de Toro, 19 de noviembre de 1864-Málaga, 1931) fue una maestra y escritora española.

## Biografía
Nació en la localidad zamorana de La Bóveda de Toro y allí, probablemente alentada por un entorno familiar favorable, recibió la educación necesaria que le permitió sobresalir en el ámbito de la literatura y en la formación de otras mujeres.

### Trayectoria profesional
Fue una mujer que procuró estar presente en actividades de muy diverso tipo. Desde sus inicios en Soria, posteriormente en La Habana y luego en Málaga. Participó en certámenes literarios, impartió conferencias en foros de diverso tipo, fundó centros de participación educativa y literaria y no desdeñó la colaboración en la prensa. Le movía el interés por la literatura, por la pedagogía y por un feminismo incipiente que tenía su máximo exponente en Concepción Arenal y en Emilia Pardo Bazán, a quienes admiraba.
Maestra y escritora, fue directora de la Escuela Normal de Maestras de Soria hasta 1890. En ese año fue trasladada a la Escuela Normal de La Habana, donde ocupó su cargo hasta 1898, en que Cuba obtuvo la independencia.
En 1899 fue nombrada directora de la Escuela Superior de Maestras de Málaga, cargo que ocupó hasta 1910. Su nombramiento, como directora de "la Normal", fue muy bien acogido en la ciudad y en su propio círculo profesional donde contaba con colaboradoras muy cercanas como María Solo de Zaldívar (anterior directora de la Escuela), Teresa Aspiazu, Aurora Larrea y la directora de la Escuela Aneja la Normal, Francisca Luque de Pezzi.  En esas fechas, el centro educativo en el que ella trabajaba, fue motor de una serie de reformas e innovaciones en la enseñanza para quienes luego se dedicarían al oficio de educar. También las instituciones locales colaboraron con sus proyectos y esa colaboración fue recíproca. Fue vocal de la Junta Provincial de Protección a la Infancia, la Junta de Primera Enseñanza, la Junta de Instrucción Pública y la Comisión ejecutiva organizadora de la Fiesta del Árbol.

#### Renovación pedagógica y derechos de las mujeres
Políticamente estaba situada dentro de la línea reformista liberal-conservadora. Su biografía está unida a la ruptura del papel adjudicado por la sociedad de entresiglos a una mujer burguesa. La formación y cultura recibidas le permitieron no sólo ejercer una profesión, lo que le supuso la independencia económica, sino la capacidad de expresión y reflexión, así como la capacidad de inculcar esos valores entre sus alumnas.
Su discurso educativo, está marcado por la crisis del 98 y se manifiesta en el convencimiento de que educación y cultura son armas redentoras de los pueblos e impulsoras del progreso. Sigue pues la línea de Rosseau, Pestalozzi, Spencer, Labra, Posada … y de las precursoras del feminismo español. Pero sin duda, la huella más profunda de su práctica docente se encontraba en la corriente de ideas que inspiraba el catolicismo social. Visitaba periódicamente las Escuelas del Ave María del Padre Manjón en Granada, donde éste enseñaba a niños marginados del Sacromonte en su propio medio de pobreza, al aire libre y con una metodología intuitiva. Tanto Manjón como Giner de los Ríos coincidían en un aspecto: la finalidad de la educación no es instruir, sino formar hombres completos. Esta fue la línea de pensamiento que asumió para el colectivo al que ella impartía su docencia: las mujeres.
En el año 1902, siendo directora de la Escuela Normal Superior de Maestras, impartió el primer discurso que una mujer exponía en la Sociedad Malagueña de Ciencias.
Donde fue más notoria la labor de renovación pedagógica era en su ámbito de acción: la Escuela Normal de Maestras. Actividades (incluida la gimnasia sueca, visitas y excursiones), laboratorios para el estudio práctico de las ciencias, biblioteca, exigencia de metodologías propias para cada asignatura, especialización del profesorado, concentración de materias, reducción de horarios.
Todo ello plasmado en el Anteproyecto de Organización de Escuelas Normales de Maestras, elaborado por la biografiada y por Teresa Aspiazu en 1903.
Consciente de que la igualdad jurídica y el derecho al trabajo de las mujeres pasaban por el acceso a la cultura y el conocimiento, contrajo el compromiso de luchar contra la ignorancia. Se trata, no obstante, de un feminismo económico que tiene como meta concreta la de incorporar a las mujeres solteras de clase media al mundo del trabajo productivo. Es pues, un planteamiento reformista que, sin embargo, rompe con los parámetros sociales al uso al proponer un nuevo modelo y nuevas expectativas de vida para las mujeres.
Fue en 1909, en una conferencia en la Asociación de Dependientes de Comercio de Málaga, cuando expuso abiertamente sus ideas feministas y reclamó el derecho al trabajo de las mujeres solteras de clase media, pidiendo a los profesionales del sector que las contratasen, porque "no todas se casan" e igualmente, cuando morían sus padres, ellas necesitaban trabajar para sobrevivir dignamente.
Durante los ocho años que residió en La Habana colaboró en periódicos y revistas literarias como El Fígaro, El Hogar, La Unión Constitucional, El Comercio, y el diario mexicano La Epoca y fue redactora de El Diario de la Marina.
De vuelta a España, arriba con el sinsabor de la derrota y la certeza de que la falta de cultura y la incompetencia iban unidas. Presa de la nostalgia, creó en Málaga un club llamado Paslófofilo, nombrado así por ser la ciudad de Palos de la Frontera de donde partieron las naves que descubrieron América. Entre cuyos objetivos se encontraba la exaltación del patriotismo en las mujeres, la divulgación de la literatura latinoamericana y la fundación de nuevos clubes tanto aquí como en Ultramar. Este club, del que se tiene constancia en Málaga entre 1915 y 1916 estaba vinculado a la Escuela Normal de Maestras y a la Cámara de Comercio.
Entre el ideal de perfección católico y el reformismo conservador, elaboró un corpus teórico que fue editado en 1902 denominado Pedagogía Social. En él plantea la educación "todos por todos". Una idea utópica que traslucía la necesidad de la clase dominante de ordenar, normalizar, encauzar y hacer productiva a la población, utilizando a la escuela como aparato socializador. Falleció en Málaga hacia el mes de marzo de 1931.

## Obra
Nunca abandonó la escritura. En su juventud alternaba su tarea docente con la participación en certámenes literarios provinciales como los Juegos Florales de Soria donde fue galardonada.
En 1917 publicó en Madrid su obra poética Pasajeras, donde mistificación, sublimación y misticismo paisajístico, junto con la vuelta a sus raíces castellanas, la sitúan muy cercana al movimiento noventayochista.